# Lauri Hakala
Lauri Hakala, född 23 augusti 1982 är en finländsk volleybolltränare och tidigare beachvolleyboll- och volleybollspelare.
Under sin spelarkarriär valdes Hakala till den allamerikanska konstellationen i US NCAA University Series 2006 och till årets schweiziska ligaspelare 2008. Spelkarriären avslutades p.g.a. en knäskada  Hakala tog även sex finländska mästerskapsmedaljer i beachvolleyboll (brons 2004-2006 och 2008, silver 2007 och 2009).
På klubbnivå har Hakala varit assisterande tränare vid Pepperdine Waves i USA, ZHVK Dinamo Kazan i Ryssland och OK ACH Volley i Slovenien. På landslagsnivå har Hakala varit assisterande tränare för flera landslag. Hakala var huvudtränare för Finlands herrlandslag i volleyboll under europeiska spelen i Baku 2015. Hakala presenterades som förbundskapten för Sveriges damlandslag i volleyboll 23 mars 2022 och behöll uppdrag tills han avgick av personliga skäl 1 november 2023. Under hans tid som förbundskapten vann laget European Silver League 2022, kom tvåa i European Golden League 2023, kom tvåa i FIVB Challenger Cup 2023 samt nådde åttondelsfinal i EM 2023.

## Uppväxt
Hakala är från Pieksämäki, Finland. Hakalas bröder Anssi Hakala och Juhani Hakala är också volleybollspelare. Anssi Hakala har spelat hundratals seriematcher och Juhani Hakala dussintals. Av Hakalas bröder har Anssi och Lauri också spelat beachvolleyboll tillsammans under några säsonger. Juhani Hakala spelade för LEKA Volley under sin storebror säsongen 2015–2016.

## Spelarkarriär
Lauri Hakala började sin elitkarriär utomlands innan han hann spela i FM-liga (högstaligan i Finland). Hakala spelade för den tyska klubben TSV Bad Saulgau från 2001 till 2003. Klubben steg till Tysklands högsta liganivå i Bundesliga i slutet av säsongen. Den finske spelaren fortsatte i Bad Saulgaus led under perioden 2002-2003, men skadan avslutade hans spel tidigt i den tyska högstaserien. Efter två knäoperationer återvände Hakala till sitt hemland under våren för att utföra militärtjänst. Under sin militärtjänst spelade Hakala i en volleyboll-ligan för lag kring polcirkeln under säsongen 2003-2004. Hösten 2004 flyttade Hakala till Honolulu, Hawaii för att studera och spela.
Säsongerna 2005–2007 representerade Hakala University of Hawai'is lag Hawaii Rainbow Warriors. I slutet av säsongen 2005-2006 valdes Hakala in i All-American-laget i dess förstauppställning. Av de finska spelarna var det bara den kvinnliga volleybollspelaren Mariliisa Salmi som, under 1980-talet, fått samma utmärkelse.
Säsongen 2007-2008 återvände Hakala till Europa och spelade med i Lausanne Université Club i NLA, Schweiz. I Schweiz vann han förutom ligamästerskapet 2007-2008 även cupguld. Han utsågs också till årets volleybollspelare i Schweiz. Lausanne var det första laget i ligans historia att vända en 0-3-förlust i finalen. Efter tiden i Schweiz genomgick Hakala en axeloperation. I början av säsongen 2008–2009 fungerade han som Kempeleen LPs assisterande volleybolltränare när han återhämtade sig från operationen. Efter att ha tränat sig i form spelade han för Isku-Volleyi. Isku tog brons i finska mästerskapet och silver i finska cupen.
Efter säsongen flyttade Hakala till Aquacare Halen, Belgien. Där spelade han i ett år innan han återvände till Finland och till LP Etta i Uleåborg.  Laget kom åtta i grundserien och nåde semifinal i mästerskapet. Hakala valdes ut till herrlandslagets trupp för sommaren 2011, men bestämde sig för att avsluta sin karriär på grund av en knäskada.

## Tränarkarriär
Redan under sin spelarkarriär var Hakala en aktiv utvecklare av volleyboll- och sportcoaching. Han satt i styrelsen för Finlands volleybollförbund i två säsonger (2009–2011) och skrev en blogg om tränarämnen innan han började arbeta som tränare.
Efter att Hakala avslutat sin spelarkarriär sommaren 2011, började han som tränare. Han fungerade först som assisterande tränare för Pepperdine Waves (universitetslag för Pepperdine University) under Marv Dunphy, USA:s OS- och VM-guldtränare säsongen 2011-2012. Dunphy vann också US NCAA Championship fem gånger under sin karriär.
Säsongen 2012–2013 arbetade Hakala som assisterande tränare för det ryska damlaget i volleyboll ZHVK Dinamo Kazan. Kazan vann både den ryska superligan och ryska cupen. Dessutom gick laget vidare till kvartsfinal i CEV Champions League.
Från Ryssland fortsatte Hakala som assisterande tränare för OK ACH Volley i slovenska högstaserien för säsongen 2013–2014. Hakala fungerade även som assisterande tränare för det slovenska herrlandslaget i volleyboll våren och sommaren 2014. I bägge fallen var Luka Slabe huvudtränare.
Hakala utsågs till huvudtränare för LEKA Volley i Kuopio för perioden 2014–2015. Under den första ligasäsongen i hans klubbhistoria slutade LEKA Volley sjua och föll mot Kokkolan Tiikereille, som vann mästerskapet, i kvartsfinalen. Strax efter LEKA Volleys första ligasäsong meddelades att Hakala fått tvåårig förlängning på kontraktet. Under sin andra säsong tränade Hakala LEKA under den fjärde säsongen av grundserien. I slutspelet förlorade LEKA bronsmatcherna mot Hurrikaanille med 2–0.
Sommaren 2015 var Hakala huvudtränare för Finlands herrlandslag i volleyboll vid Europaspelen, då A-landslagets huvudtränare Tuomas Sammelvuo som samtidigt ledde A-landslaget vid FIVB Volleyball World League. Sammelvuo motiverade valet med bland annat Hakalas internationella erfarenhet och tränarfilosofi. Ett år senare assisterade Hakala A-landslagets tränarteam i en månad när volleybollaget förberedde sig för sommarens World League-matcher.
Hakalas tredje säsong vid rodret i LEKA avbröts i november 2016 då han råkade ut för en längre sjukskrivning.  Tapio Nissi tog över tränaransvaret på LEKA. Hakala återvände som tränare sommaren 2017 när det Nederländernas damlandslaget tillkännagav sin nya stab inför starten av World Grand Prix. Vid OS i Rio 2016 kom Nederländerna fyra och vid World Grand Prix fyra.  Säsongerna 2017–2019 tränade Hakala Sollentuna VK i Elitserien, Sverige. I slutet av säsongen blev Hakala utsedd till årets herrtränare i Sverige. Landslagssäsongen 2018 arbetade Hakala som assisterande tränare för Finlands damlandslag i volleyboll  och började våren 2019 arbeta för Finlands olympiska kommitté.. Under våren 2022 tog Hakala över som förbundskapten för Sveriges damlandslag i volleyboll.